# Římskokatolická farnost Strahovice
Římskokatolická farnost Strahovice je územní společenství římských katolíků v děkanátu Ostrava ostravsko-opavské diecéze.
Farním kostelem je kostel svatého Augustina ve Strahovicích, novobarokní stavba z let 1921–1924. Vedle toho se v centru obce nalézá o něco starší novogotická kaple Panny Marie Schönstattské.

## Historie
Vesnice Strahovice patřila od středověku k farnosti v Křenovicích (dnes Krzanowice, Polsko). Od roku 1742 se nalézala v Pruském Slezsku. Když bylo roku 1920 Hlučínsko připojeno k Československu, byla obec oddělena od původního sídla farnosti státní hranicí a již v následujícím roce zde byla zřízena samostatná farnost. Budova fary byla postavena v roce 1921, roku 1923 byl založen hřbitov a 26. října 1924 byl posvěcen i nový farní kostel (do té doby se bohoslužby konaly v moderní, ale příliš malé kapli Panny Marie Schönstattské).
Prvním farářem se stal Čech Josef Vrchovecký, který musel místo opustit roku 1941, po připojení Hlučínska k Německé říši; do farnosti se vrátil ještě krátce po konci druhé světové války. Z německých správců farnosti za válečné doby byl nejvýznamnější první z nich, pallotin Richard Henkes, který byl pro svou obětavou činnost mezi vězni v koncentračním táboře v Dachau navržen na blahořečení (v Německu 15. září 2019). Poměrně drobná strahovická farnost měla i v poválečné době to štěstí, že s výjimkou let 1984–1990 měla vždy vlastního kněze. Od roku 2009 byl zdejším administrátorem P. Mgr. David Kantor. Toho v roce 2015 krátce vystřídal P. Adam Jozef Kasperek, který však zůstal kvůli zdravotním potížím jen do toku 2016. Od roku 2016 je administrátorem farnosti P. Vlastimil Krajčovič, který je zároveň administrátorem excurrendo farnosti Chuchelná.
K obvodu farnosti patřila vždy jen vesnice Strahovice. S výjimkou let 1952–1962, kdy farnost patřila k děkanátu Opava, patřila farnost Strahovice od svého založení k děkanátu Hlučín. Do roku 1996 byla součástí (arci)diecéze olomoucké, od uvedeného roku pak nově vytvořené diecéze ostravsko-opavské.

## Bohoslužby
| Kostel                          | Místo      | Bohoslužba (den)     | Hodina             | Poznámka     |
| ------------------------------- | ---------- | -------------------- | ------------------ | ------------ |
| kostel svatého Augustina        | Strahovice | úterý čtvrtek neděle | 17.00 7.00 a 10.00 | farní kostel |
| kaple Panny Marie Schönstattské | Strahovice | příležitostně        |                    | kaple        |

## Strahovičtí faráři
Duchovní spravující strahovickou farnost:
- 1922–1941 Josef Vrchovecký
- 1941–1943 Richard Henkes
- 1943–1943 Oskar Hübl
- 1943–1945 (1946) Karl Wehner
- 1945–1946 Josef Vrchovecký
- 1946–1965 Viktor Schmack
- 1965–1984 Vladimír Valenta
- 1984–1990 Vladislav Skupieň, farář ve Štěpánkovicích, administrátor excurrendo
- 1990–2003 Jan Vidlák
- 2003–2006 Josef Kaszper
- 2006–2009 Martin Kubeš
- 2009–2015 David Kantor
- 2015–2016 Adam Jozef Kasperek
- od 2016 Vlastimil Krajčovič